# アイスランドの地域区分
アイスランドの地域区分（アイスランドのちいきくぶん）では、アイスランドの地域区分について解説する。

## 基礎自治体

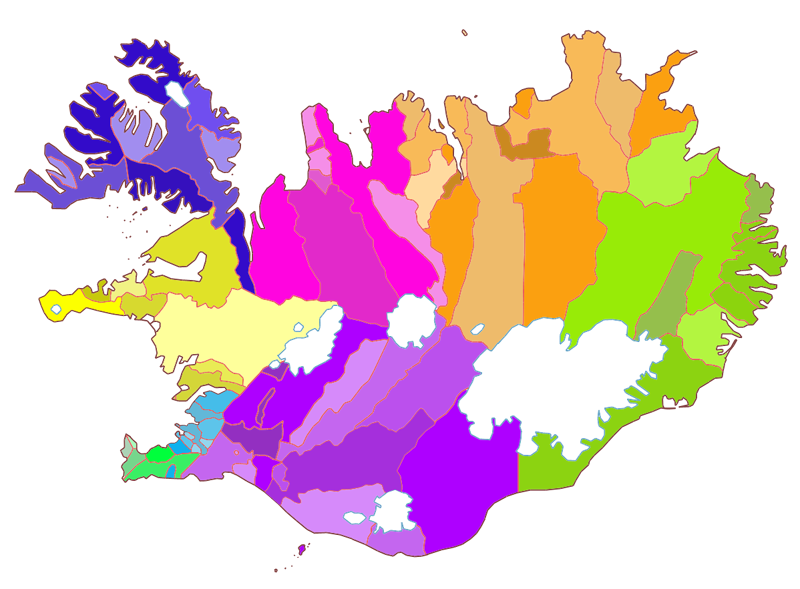
アイスランドの基礎自治体

アイスランドには2010年10月現在76の基礎自治体（アイスランド語: sveitarfélög）がある。教育や交通、都市計画（ゾーニング en:zoning）のような最も局地的な行政を担当する。

## 県

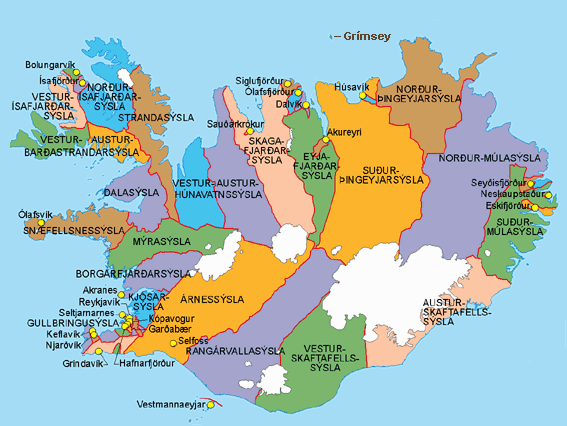
アイスランドの県

アイスランドにある23の県（シスラ sýsla; 複数形 シスルル sýslur）の多くは歴史的な区分である。

## 地方

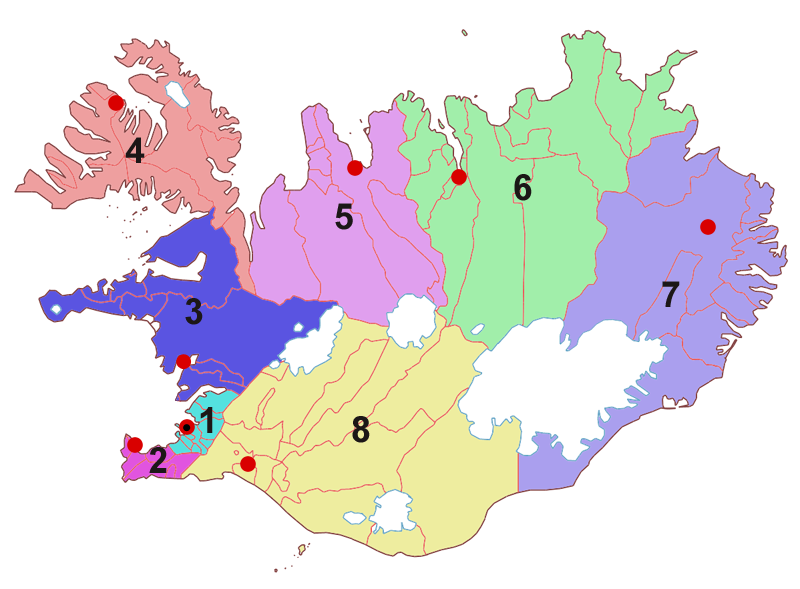
アイスランドの地方

アイスランドは8つの地方に区分される。この区分は主に統計目的に用いられる。また、地方裁判所の管轄区域には旧版の地方区分が用いられている。

## 選挙区

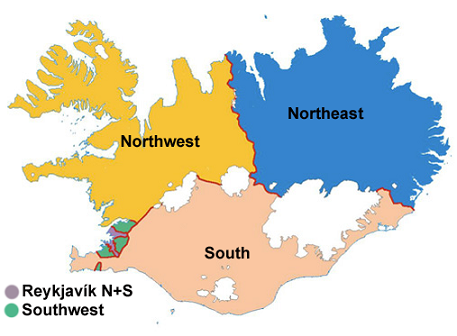
アイスランドの選挙区

かつてアイスランドの国会議員選挙の選挙区は上記地方区分と同一であったが、2003年の憲法改正により現行の6選挙区に変更された。レイキャヴィーク首都圏とその他の地方との間で投票数に大きな偏りがあり、それを是正するための変更であった。この新しい区割への変更によって地域間の不均衡はある程度減ったものの、いまだ残っている。

## 四分区

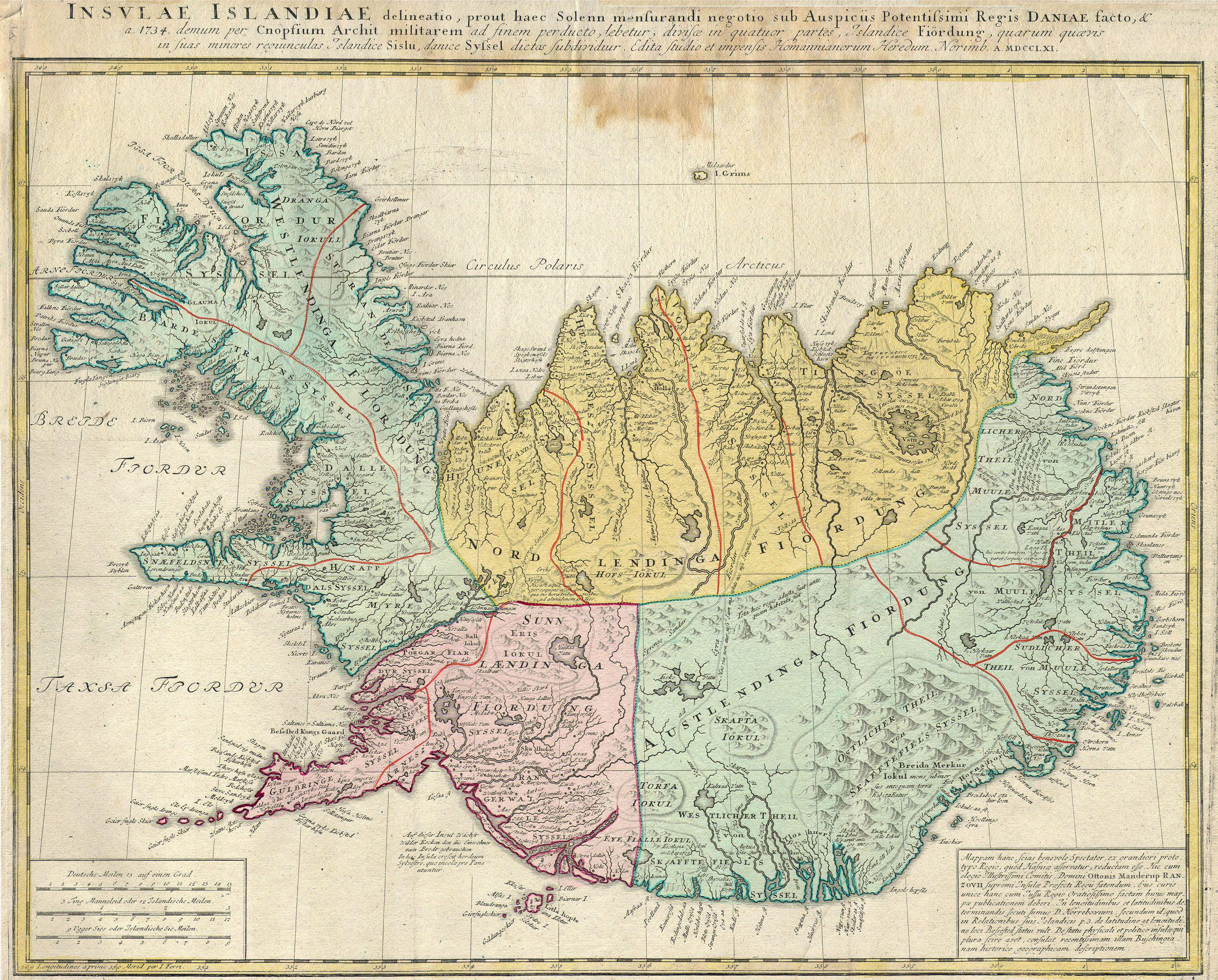
アイスランドの四分区。1761年の地図より。

歴史的にアイスランドは、方角に由来する名前を持つ4つの四分区（アイスランド語: landsfjórðungur, 複数形: landsfjórðungar）に分けられていた。この区分は、地方議会（アイスランド語: fjórðungsþing）と地方裁判所（アイスランド語: fjórðungsdómar）を組織するために、965年に形成された。それぞれの四分区には3つ（北四分区では4つ）の地方議会が設置され、春と秋に行われた。